# 영국의 영화 흥행 기록
다음은 영화의 흥행 순위를 알 수 있는 영국에서 개봉된 영화의 총 수입 순위이다. 영화 흥행 기준을 영화의 총 수입을 기준으로 삼는 것과 총 관객 수를 기준으로 삼는 것이 있는데, 보통 영국은 그 기준이 총 수입은 극장 상영 수익만을 기준으로 하며, 홈 비디오나 텔레비전 방영 등의 수익은 포함하지 않는다.
| 순위 | 영화                                  | 개봉연도 | 흥행 수익 (단위: 억 £) | 참고 |
| ---- | ------------------------------------- | -------- | ---------------------- | ---- |
| 1    | 스타워즈: 깨어난 포스                 | 2001년   | 123.2                  |      |
| 2    | 007 스카이폴                          | 2012년   | 103.2                  |      |
| 3    | 007 스펙터                            | 2015년   | 95.2                   |      |
| 4    | 아바타                                | 2009년   | 94.0                   |      |
| 5    | 어벤져스: 엔드게임                    | 2019년   | 88.7                   |      |
| 6    | 스타워즈: 라스트 제다이               | 2017년   | 82.7                   |      |
| 7    | 타이타닉                              | 1998년   | 80.3                   |      |
| 8    | 라이온 킹                             | 2019년   | 76.0                   |      |
| 9    | 토이스토리 3                          | 2010년   | 74.0                   |      |
| 10   | 해리 포터와 죽음의 성물 2부           | 2011년   | 73.1                   |      |
| 11   | 미녀와 야수                           | 2017년   | 72.4                   |      |
| 12   | 어벤져스: 인피니티 워                 | 2018년   | 70.8                   |      |
| 13   | 맘마 미아!                            | 2008년   | 68.8                   |      |
| 14   | 토이스토리 4                          | 2019년   | 66.2                   |      |
| 15   | 로그 원: 스타워즈 스토리              | 2016년   | 66.0                   |      |
| 16   | 해리 포터와 마법사의 돌               | 2001년   | 65.8                   |      |
| 17   | 맘마 미아! 2                          | 2018년   | 65.5                   |      |
| 18   | 쥬라기 월드                           | 2015년   | 64.5                   |      |
| 19   | 007 카지노 로얄                       | 2006년   | 64.0                   |      |
| 20   | 반지의 제왕: 반지 원정대              | 2009년   | 58.3                   |      |
| 21   | 반지의 제왕: 왕의 귀환                | 2003년   | 61.1                   |      |
| 22   | 스타워즈: 라이즈 오브 스카이워커      | 2019년   | 58.3                   |      |
| 23   | 조커                                  | 2019년   | 57.9                   |      |
| 24   | 반지의 제왕: 두 개의 탑               | 2002년   | 57.6                   |      |
| 25   | 덩 케르크                             | 2017년   | 56.8                   |      |
| 26   | 스타워즈 에피소드 1: 보이지 않는 위험 | 1999년   | 56.4                   |      |
| 27   | 다크 나이트 라이즈                    | 2012년   | 58.3                   |      |
| 28   | 인크레더블 2                          | 2018년   | 55.2                   |      |
| 29   | 보헤미안 랩소디                       | 2018년   | 55.2                   |      |
| 30   | 해리 포터와 비밀의 방                 | 2002년   | 55.0                   |      |
| 31   | 신비한 동물사전                       | 2016년   | 54.7                   |      |
| 32   | 겨울왕국 2                            | 2019년   | 53.5                   |      |
| 33   | 해리 포터와 죽음의 성물 1부           | 2010년   | 52.6                   |      |
| 34   | 캐리비안의 해적: 망자의 함            | 2006년   | 52.5                   |      |
| 35   | 호빗: 뜻밖의 여정                     | 2012년   | 52.3                   |      |
| 36   | 풀 몬티                               | 1997년   | 52.2                   |      |
| 37   | 어벤져스                              | 2012년   | 51.9                   |      |
| 38   | 007 퀀텀 오브 솔러스                  | 2008년   | 51.2                   |      |
| 39   | 해리 포터와 혼혈 왕자                 | 2009년   | 50.9                   |      |
| 40   | 블랙 팬서                             | 2018년   | 50.7                   |      |
| 41   | 해리 포터와 불사조 기사단             | 2007년   | 50.0                   |      |

## 같이 보기
- 영국의 영화
- 박스 오피스